# Централна догма в молекулярната биология
Централна догма в молекулярната биология е обобщено правило, наблюдавано в природата, според което информацията в клетката тече от нуклеиновите киселини към белтъците и никога в обратна посока. Формулировката принадлежи на Франсис Крик и е направена през 1958 г., като през 1970 г. е приведено в съответствие с натрупаните данни.
Предаването на генетична информация последователно от ДНК към РНК и след това от РНК към белтъците е универсално за всички клетъчни организми без изключение и е в основата на биосинтеза на макромолекули. На репликация на генома съответства информационен пренос ДНК → ДНК. В природата се срещат също така пренос РНК → РНК и РНК → ДНК (например при някои вируси), а също така изменение на конформацията на белтъците, предавано от молекула на молекула.
| Общи         | Специални     | Забранени       |
| ------------ | ------------- | --------------- |
| ДНК → ДНК    | РНК → ДНК1    | белтък → ДНК    |
| ДНК → РНК    | РНК → РНК2    | белтък → РНК    |
| РНК → белтък | ДНК → белтък3 | белтък → белтък |

1. Частен случай на пренос на информация, осъществяван от ретровируси. Ензимът, участващ в този процес се нарича обратна транскриптаза. Той е подобен на теломеразата.
2. Частен случай на пренос на информация, срещан при РНК вируси
3. Частен случай на пренос на информация, осъществен в лабораторни условия.